# Flairck

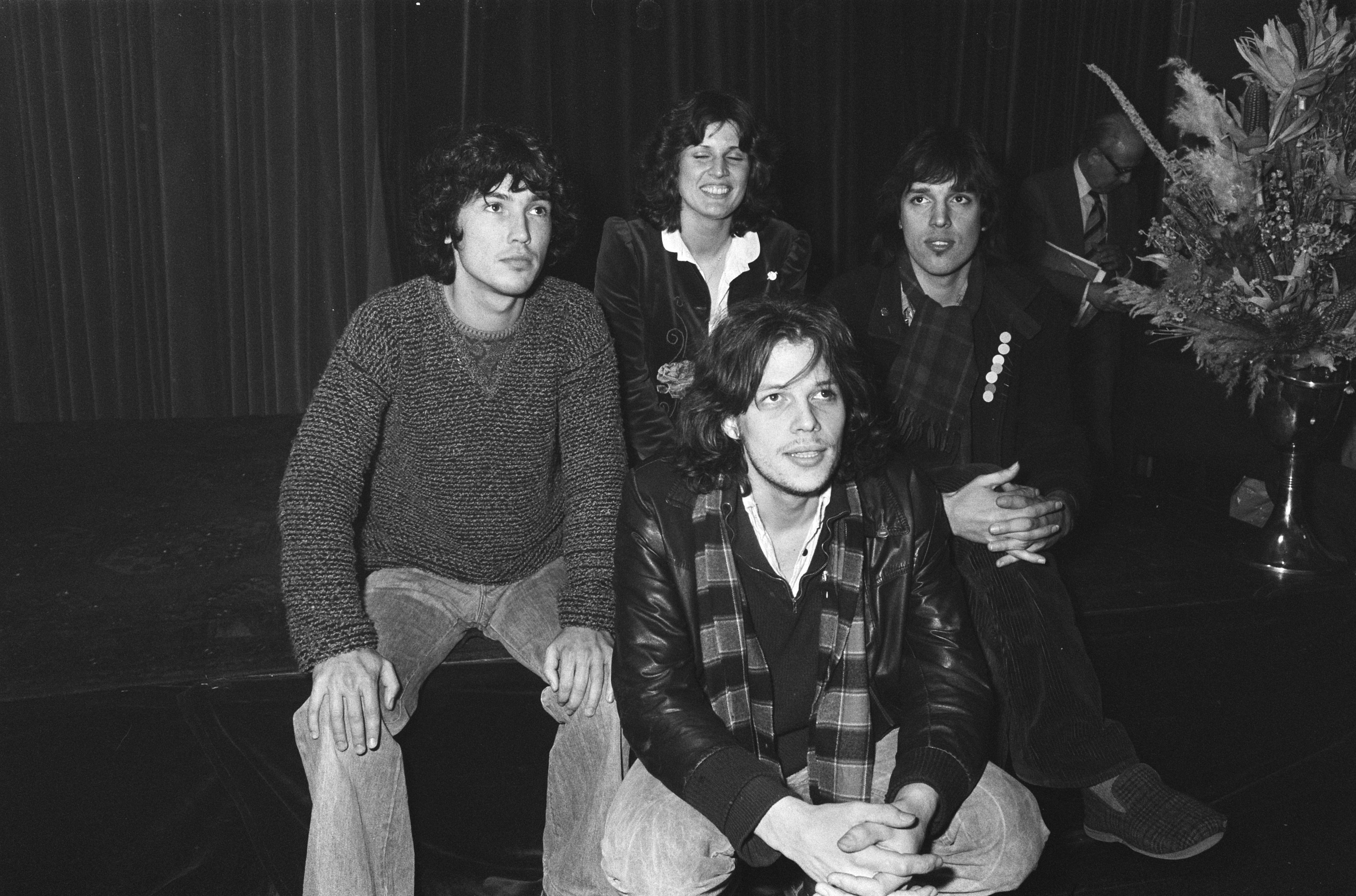
Preisverleihung Zilveren Harp am 19. März 1979

Flairck war ein niederländisches Musikensemble, welches 1976 gegründet wurden und  neben Wurzeln in der klassischen Musik auch starke Bezüge zum Jazz, Folk und Blues aufwies. Nach einem großen Umbruch ab 2017, bei der kein Gründungsmitglied mehr in der Formation verblieb, verkündigte die Gruppe 2022 nunmehr unter dem Namen  Motyk auftreten zu wollen.

## Stilistik
Der Bandname ist eine Zusammensetzung aus dem englisch/französischem  Wort flair und dem niederländischen Wort für eine fingerfertige Hand vlerk; er soll die Einflüsse verschiedener Kulturen und Musikstile in den Stücken der Gruppe zum Ausdruck bringen.
Die Gruppe hatte je nach Projekt unterschiedliche Mitglieder und spielte nahezu ausschließlich eigene Kompositionen. Formell gesehen stellt die Musik Flaircks Kammermusik dar, ihr Musikstil war aber eine Mischung aus Volksmusik, Jazz und klassischer Kammermusik mit einem Hauch von Blues.
Die von den Mitgliedern des Ensembles geschriebene Musik konzentrierte sich oft auf ein Albumthema und wurde mit einer Vielzahl von akustischen Instrumenten gespielt.
Flairck arbeitete mit einer Vielzahl namhafter Musiker wie Georges Moustaki und Maggie Reilly sowie Orchestern zusammen. Tourneen führten die Gruppe quer durch Europa, aber auch nach Asien, Australien sowie Nord- und Südamerika.

## Bandgeschichte

### Urformation
Anfang der 1970er Jahre lernte Erik Visser während seines Architekturstudium in Delft den Flötisten Peter Weekers aus Den Haag kennen.
Sie gründeten 1976 eine Ensemble, welches dann folgenden Besetzung aufwies:
- Erik Visser: Gitarre, Sitar, Mandola, Mandoline
- (Judith Christine) „Judy“ Schomper (* 1956 in Amsterdam); Violine
- Peter Weekers Flöte, Dudelsack
- Hans Visser: Gitarre; Bruder von Erik Visser

Nach zweijähriger Vorbereitung veröffentlichte Flairck 1978 sein erstes Album. Variations on a Lady wurde in den Niederlanden mit Platin ausgezeichnet und erhielt drei Auszeichnungen, darunter einen Edison.
Nach der Veröffentlichung des Albums standen zahlreiche Termine an und die Band suchte Ersatz für Judy Scomper, deren Vater anfänglich auch Manager der Gruppe war, und so spielte Sylvia Houtzager ihr erstes Konzert mit Flairck im Dezember 1978. Die erste Fernsehsendung mit Flairck fand  am 6. Februar 1979 im niederländischen Staatsfernsehen statt.
Das zweite Album, The Lady’s Back (1979), wurde mit Gold ausgezeichnet und erhielt mehrere Auszeichnungen, darunter einen Edison.
In den achtziger Jahren, als neue Musiker zu Flairck hinzukamen und alte ausstiegen, blieben Sylvia Houtzager und Erik Visser das Rückgrat der Gruppe. 1984 entwickelten Houtzager die erste große Musiktheaterproduktion für Flairck, eine Instrumentaloper (Bal Masqué), die auf einer Geschichte von Edgar Allan Poe basierte, mit ihr als Hauptdarstellerin.
Flairck war die erste Musikgruppe, die in der niederländische Theaterwelt im Laufe der Jahre zahlreiche Musiktheateraufführungen produzierte. Sie arbeitete dabei mit Ballettkompanien, Akrobaten und Gastmusikern zusammen. Es folgten Tourneen durch die Niederlande, Indonesien und Deutschland sowie eine Reihe von Konzerten mit verschiedenen Symphonieorchestern sowohl in Europa als auch im Asien.
Am Ende derAlive-Tour verließ Sylvia Houtzager die Gruppe und starte später eine Solokarriere und blieb eine gefragte Studiomusikerin.

### Zeit nach Sylvia Houtzager
Mitglieder kamen und gingen weiterhin; beim Live-Konzert in Santiago de Chile 1995 bestand das Line-Up aus: Erik Visser, Annet Visser, Carla Veen, Michel Grens, Thomas Dirks, Ben van den Berg.
1997 verbrachten das Ensemble mehrere Monate in Südamerika, wo sie gemeinsam die Musik für das audiovisuelle Spektakel „Cuerpos Pintados“ (dt.: Körperbemalungen) des chilenischen Fotografen Roberto Edwards komponierten und aufführten.
Von 2004 bis 2006 war Erik Visser auf Solotour, auf der er 6-, 8- und 12-saitige Gitarren sowie eine einzigartige Resonanzgitarre spielte. Zur Aufführung kamen sowohl eigene Kompositionen als auch Arrangements von Musik, die man auf der Gitarre nicht erwarten würde.

### Twee en Twenty
Im Januar 2006 veröffentlichte Flairck die CD-Oeuvre-Box „Twee en Twenty“ (de: 22), die alle bisherigen Audioaufnahmen der Gruppe auf 22 CDs enthält. Die Gruppe ging danach auf  eine Art Reunion-Tour durch die Niederlande und Belgien in der Formation: Peter Weekers (Flöte), Judy Schomper (Violine), Hans Visser (Bassgitarre und klassische Gitarre), Annet Visser (Flöte, Harfe und Schlagzeug) und Erik Visser (Gitarre), sowie drei Tänzern der Theatergruppe Zenga.
2008 kehrte die Gruppe für zwei Auftritte nach Chile zurück und spielte am 2. August 2008 im Teatro Caupolican in Santiago de Chile und am 8. August 2008 im Teatro Municipal in Viña del Mar.

### Stoomwals und De Veldslag
Die Stoomwals-Tournee fand von 2008 bis 2009 statt. Flairck kooperierte  hier mit den Musikern des Basily Gipsy Orchestra als Global Orchestra und hatten einige Gastauftritte bei diversen Festivals; insbesondere auf dem Tilburgse Gipsy Festival und dem Boulevard Festival in Hertogenbosch.
Bei diesen Konzerten spielte diese Projekt-Gruppe dann jeweils mit dem indonesischen Bratschisten Luluk Purwanto, dem bosnischen Akkordeonisten Nihad Hrustanbegovic, dem Flamenco-Gitarristen Eric Vaarzon Morel, den Cembalisten Marius Preda und Vasile Nedea zusammen.
Hervorzuheben ist die Zusammenarbeit mit dem Gipsy-Musiker Tucsi Basily (Bratsche), der zusammen mit Erik Visser das Projekt begründet hatte. Im Jahr 2011 wurde die DVD/CD-Box „Global Orchestra“ veröffentlicht.
Im Jahr 2011 trat Flairck mit einem dem audiovisuellen Theaterprogramm „De Veldslag“ in den Niederlanden, Deutschland und Japan auf. Das Line-Up der Gruppe bestand in diesem Zeitraum aus Pablo Ortiz Erik Visser, Jeroen Goosens, Mirella Pirskanen, Marius Preda.

### The Battle
Von 2011 bis 2012 performte Flairck, zur Feier ihres 30-jährigen Bestehens, eine neue konzeptionellen Darstellung mit dem Namen The Battle, in welcher der dramatischen Kampf zwischen zwei Liebenden und gleichzeitig von zwei Armeen gezeigt wurde.
Die beteiligten Musiker waren Jeroen Goossens (Blasinstrumente), Pablo Ortiz (Gitarre und Bass-Gitarre), Erik Visser (Gitarre, Gesang), Mirella Pirskanen (Violine, Viola, Gesang), Marius Preda (Cembalo, Akkordeon).

### Reunion
Im Herbst 2013 mündete der erneute Kontakt zwischen Erik Visser und der ursprünglichen Mitglieder Peter Weekers und Sylvia Houtzager in eine Zusammenarbeit mit Pablo Ortiz und einer Reihe von Vorbereitungskonzerten in den Niederlanden, Chile und Japan, gefolgt von einer umfangreichen Tour durch die Niederlande.

### Neue Generation
Im September 2016 gab die Gruppe bekannt: „nach 22 Alben und tausenden Konzerten auf der ganzen Welt“, den Bandnamen an eine jüngere Generation weiterzugeben.
Der neuen Besetzung ab 2017 war mit Erik Visser auch das letzte Gründungsmitglied nicht mehr dabei:
- Pablo Patricio Ortiz (Gitarre, Bass, Bandleader; seit 2007 Bandmitglied)
- Joris Vanvinckenroye (Kontrabass)
- Liesbeth Lambrecht (Violine)
- Mart Flecijn (Violine)
- Zhazira Ukeyeva (Violine).

Im Oktober 2022 verkündete die neueste Besetzung., Liesbeth Lambrecht war durch Anouk Sanczuk ersetzt worden, dass sie nicht mehr unter dem Namen Flairck sondern unter dem Namen Motyk auftreten werden.

## Weitere Mitwirkende

### Tim Brandsen
Tim (Timothy) Brandsen (* 1975) hörte als Kind die Jazz-Alben seinen Vaters und kam so zum Kontrabass. Sein erster Lehrer war Simon Planting, der Bassist der Gruppe um die Sängerin Mathilde Santing war.
Theorie- und Ensembleunterricht erhielt er unter anderem bei S. von Wylick und landete schließlich in der Jazzabteilung des Rotterdamer Konservatoriums. Er war von Klassischen Musik so fasziniert, dass er ins entsprechende Fach des Konservatoriums wechseln und Unterricht bei Hans Krul, dem Solobassisten des Rotterdam Philharmonic Orchestra, erhielt. Er ist auf dem 2000er Album von Flairck Symphony for the Old World zu hören.

### Jeroen Goosens
Goosens schloss sich Flairck 1996 an und trat mit der Gruppe bei seiner Abschlussprüfung auf, die vom Prüfungsausschuss als „seltsam und uninterpretierbar“ eingestuft wurde, dennoch bestand er mit guten Noten.
Das Line-Up bestand zu seiner Zeit insbesondere zuletzt aus: Erik Visser (Gitarre), Jeroen Goosens (Flöte), Maruis Preda (Akkordeon, Zymbal), Mirella Pirkskanen (Violine) und Pablo Patricio Ortiz (Gitarre), der 2007 der Gruppe beigetreten war.
Von 2000 bis 2006 war Jeroen Mitglied der niederländischen Folk-Rock-Gruppe Pater Moeskroen und spielte zahlreiche Theaterkonzerte und Festivals in Holland und Belgien. Als Fagottist ist Jeroen Gründungsmitglied des Bläserquintetts „Zephyr“ und engagiert sich bei mehreren Harmonieorchestern im Süden Hollands.

### Liesbeth Lamprecht
Gehörte zu neuen Generation der Gruppe ab 2017. Sie ist Mitglied der belgischen AvantProg-Band Aranis und spielte insbesondere auch die Geige bei der belgische Avantgarde-Rock-Gruppe Present, mit denen sie 2015 auf RIO Festival in Carmaux ihren ersten Auftritt hatte.

### Antoinette Lohmann
Antoinette Lohmann (* 1969 in Amsterdam) ist eine Violonistin und studierte bei Jean Louis Stuurop und Esther van Stralen (Bratsche) am Sweelinck Konservatorium in Amsterdam. Sie sechs Jahre in Damensalonorchester und seit 1993 Mitglied des Tangoorchesters Bailongo. 2008 gründete sie mit Furor Musicus ihre eigene Gruppe. Sie hat insbesondere 1996 am Album De Gouden Eeuw mitgewirkt.

### Eric Vaarzon Morel
Bereits zwischen 1999 und 2002 war Eric Vaarzon Morel der Gitarrist Morel Special Guest der Gruppe gewesen und war dann in gleicher Rolle beim Global Ochestra bei der Stoomwals-Tournee von 2008 bis 2009 beteiligt.

### Mirella Pirkskanen
Die Sängerin und Geigerin Mirella Pirkskanen (*1973 in Finland) lebte 10 Jahre in Schweden und studierte Violine und Jazzgesang am Konservatorium von Malmö. 1999 zog sie nach Amsterdam und wurde eingeladen, eine Hauptrolle in der Flairck-Produktion "Symphonie für die Alte Welt" zu spielen.

### Maggie Reilly
Als Flairck 1986 das Album Sleight of Hand veröffentlichte, war die schottische Sängerin Maggie Reilly auf vier Stücken (A1, A4, B1, B5) zu hören.

### Pans Schomper
Pans Schomper (1926–2010), niederländischer Jazz-Gitarrist, war der Vater von Judith Schomper und für die  Namensgebung der Gruppe verantwortlich, da er damals Manager der Gruppe war.

„Mijn vader Pans Schomper nam het management voor zijn rekening. Vergaderingen volgden op zijn kantoor in Amsterdam. De naam “Flairck” ontstond doordat mijn toenmalige vriend Frank Kramer kwam met “flair” en mijn vader met “vlerk” (vleugel), samengevoegd werd dat “Flairck”.“

„Mein Vater Pans Schomper kümmerte sich um die Geschäftsführung. Es folgten Treffen in seinem Büro in Amsterdam. Der Name "Flairck" entstand, weil mein damaliger Freund Frank Kramer mit "Flair" ankam und mein Vater mit "Vlerk" (Flügel), zusammen war das "Flairck".“

### Ben van den Berg
Ben van den Berg stieß 1993 zur Gruppe, vorher waren beim Geleen Akkordeonorchester engagiert, als Dirigent und war Sänger in verschiedenen Gospelgruppen und Chören. Er hat einen niederländischen Master of Law, ist aber auch zertifizierter Akkordeonspieler, wodurch er seinen einjährigen Aufenthalt in Australien finanzieren konnte. Zusammen mit seiner flötenspielenden Schwester trieb es ihn auch nach Athen, Bukarest und Istanbul. Er war auch auf der Südamerika-Tour dabei und spielte auf dem Live-Konzert in Santiago de Chile 1995.

### Anne van den Heuvel
Anne van den Heuvel ist eine ausgebildete Cellistin und studierte am Königlichen Konservatorium in Den Haag bei Monique Bartels und besuchte Kurse beim israelischen Cellisten Ran Varon am Sweelinck-Konservatorium in Amsterdam, wo sie ihr Studium zur Cellolehrerin abschloss. An der Messiaen Academie in Zwolle absolvierte sie Studium zur darstellenden Musikerin.
Danach nahm sie an Meisterkursen von Godfried Hoogeveen, dem „Daniël Kwartet“ und Uzi Wiesel teil. Für letzteren hielt sie sich von 1997 und 1998 an der Rubin Academy in Tel Aviv auf. Des Weiteren besuchte sie Kurse von Dmitri Ferschtman, Zvi Maskovsky, Hillel Zori und Floris Mijders.
Anne van den Heuvel spielte in einigen Ensembles für zeitgenössische Musik; insbesondere im „Insomnio Ensemble“ und im „Bart Lelivelt Ensemble“. Seit 1998 ist sie Mitglied des Kammerorchesters „Musica Ducis Brabantiae“ und spielt für die Tanzkompanie „Nederlands Euritmie Ensemble“ in Den Haag.

### Joris Vanvinckenroye
Gehörte der neuen Generation ab 2017 an und ist auch Mitglied nach der Namensumbennung. Wie Liesbeth Lamprecht ist er Mitglied der belgischen AvantProg-Band Aranis.

### Carla Veen
Carla Veen spielt seit dem 9ten Lebensjahr Cello, kam etwa Mitte/Ende 1994 zu Flairck und verwendete insbesondere ein 1985 von Daniel Royé gebautes Instrument.

### Anett Visser
Sie ist die Schwester von Erik und Hans Visser und spielte von 1980 bis 1983 in der Gruppe. Bereits im Alter von 10 Jahren war sie mit ihren Brüdern auf Tour. Visser kann seit ihrem 4ten Lebensjahr Ukulele spielen; Panflöte, Bambusflöte, Bassflöte und Akkordeon kamen während der Bandjahre dazu. Sie war Mitglied der Gruppe Golliwogg und Gründungsmitglied der Girlgroup The Dame. 1990 erschien die CD 'Visser & Visser', ein Gemeinschaftsprojekt mit ihrem Bruder Hans. 1990–1991 nahm sie an der "Reunion"-Tour von Flairck und wurde wieder Teil der Gruppe.

### Coen van Vrijberghe de Coningh
Musiker und Schauspieler Coen van Vrijberghe de Coningh, berühmt durch seine Rolle des Johnnie Flodder im Film Flodder Forever, war 1984 Produzent des Albums Bal Masqué.

### Sonstige
Weitere Musiker, die zeitweise zum Flairck-Ensemble gehörten, waren:
- Robert Baba
- Elaina Cook
- Ted de Jong
- Cora den Haring
- Nihad Hrustanbegovic
- Jens Loh
- Lorre Lynn Trytten
- Mariëlle Nieuwenhuis
- Luluk Purwanto
- Natalia Rogalski
- Roelof Rosendal
- Anouk Sanczuk
- Judith Sijp
- Stan Stolk
- Marieke van der Heyden
- Cornee van der Kleij
- Dirk van Gorp

## Preise
- 1978: AVRO Platen Publieksprijs
- 1978: Zilveren Harp (Silbernen Harfe) für Newcomer
- 1979: Edison für Variaties op een dame
- 1980: Edison für Gevecht met de engel[18]
- 1988: Gouden Harp (Goldene Harfe)
- 2015: Edison-Oeuvre-Preis in der Kategorie Jazz

## Diskografie

### Alben
| Jahr | Titel                 | Höchstplatzierung, Gesamtwochen, AuszeichnungChartsChartplatzierungen (Jahr, Titel, Platzierungen, Wochen, Auszeichnungen, Anmerkungen) | Anmerkungen                         |
| Jahr | Titel                 | NL | Anmerkungen                         |
| ---- | --------------------- | --- | ----------------------------------- |
| 1978 | Variaties op een dame | NL10 Platin · (34 Wo.)NL | international: Variations on a Lady |
| 1980 | Gevecht met de engel  | NL3 Gold · (23 Wo.)NL | international: The Lady’s Back      |
| 1980 | Live in Amsterdam     | NL43 (4 Wo.)NL |                                     |
| 1981 | Circus                | NL13 (12 Wo.)NL |                                     |
| 1986 | Sleight Of Hand       | NL48 (5 Wo.)NL |                                     |
| 1988 | Flairck 10            | NL69 (1 Wo.)NL |                                     |

Weitere Alben
- 1982: Flairck & orkest
- 1982: Moustaki & Flairck
- 1984: Bal masqué
- 1986: Encore
- 1989: The Emigrant
- 1990: Alive
- 1992: De Optocht
- 1994: Kamers
- 1995: The Chilean Concerts
- 1996: De Gouden Eeuw
- 1998: Cuerpos Tocados: Music for the Body
- 2000: Symphony for the Old World
- 2004: One Man Parade
- 2007: Twee en twintig oeuvre (CD-Box)
- 2011: Global Orchestra

### Singles
| Jahr | Titel Album           | Höchstplatzierung, Gesamtwochen, AuszeichnungChartsChartplatzierungen (Jahr, Titel, Album, Platzierungen, Wochen, Auszeichnungen, Anmerkungen) | Anmerkungen           |
| Jahr | Titel Album           | NL | Anmerkungen           |
| ---- | --------------------- | --- | --------------------- |
| 1989 | Variaties op een dame | NL26 (5 Wo.)NL | mit Dimitri van Toren |

 Weitere Singles
- 1981: Circus / De Overtocht
- 1983: East-West Express / Circus
- 1984: Oost-West Express / De Stoomwals
- 1985: Tango & Les Riches / De Derde Wals
- 1986: Trick Of The Night / Seven Card Tango
- 1986: Walk Upon Dreams / Sleight Of Hand
- 1989: Sofia / The Emigrant
- 1989: Hé Komaan / Onder De Eikebomen (mit Dimitri van Toren)
- 1990: House Of The King / Andante Poco A Poco Presto Ma Non Troppo
- 1996: The Trip (Maxi-Single)

### Musikvideos
- 2002: Circus Hiëronymus Bosch (Flairck & Corpus)
- 2011: Global Orchestra (Flairck & Basily)
- 2014: The Lady’s Back